# Palangbesi
Palangbesi is een bestuurslaag in het regentschap Probolinggo van de provincie Oost-Java, Indonesië. Palangbesi telt 3555 inwoners (volkstelling 2010).